# طواف كولومبيا 2000
طواف كولومبيا 2000 هو سباق دراجات هوائية أقيم بتاريخ يونيو 11 – يونيو 26، تكون السباق من 16 مرحلة وامتدّ لمسافة 2310.8 كم بسرعة 39.2595 كم/س، استغرق السباق 58 ساعة 51 دقيقة 53 ثانية.